# Västerås, Bjurholms kommun
Västerås är en by i Bjurholms distrikt (Bjurholms socken) i Bjurholms kommun, Västerbottens län (Ångermanland). Byn ligger vid länsväg 353, på västra sidan av Öreälven, cirka 12 kilometer norrut från tätorten Bjurholm.
Sedan 2020 ingår bebyggelsen i byn, tillsammans med bebyggelsen i grannbyn Sunnanå, i en småort.